# 范鏓
范鏓（1487年—？），字平甫，號瀋溪，遼東瀋陽中衛（今遼寧省瀋陽市）軍籍，江西樂平縣人。明朝嘉靖年間大臣，官至兵部侍郎。

## 生平
范鏓據說為范仲淹後裔，先祖為江西樂平人，范家在明朝初年被發配瀋陽。正德十二年（1517年），范鏓考中會試二百五十名，廷试三甲五十三名進士，吏部观政，授工部主事，遷員外郎。嘉靖三年（1524年）“大禮議”期間，與楊慎等哭爭，被下獄廷杖。後由戶部郎中改長蘆運司同知，遷河南府知府，嘉靖八年（1529年）河南遭遇嚴重饑荒，時任巡撫都御史的潘塤壓下諸多請求賑災的文牒，等待勘察核實。范鏓不等回報，即開倉賑民，史稱其救活民眾十餘萬人，民眾爭相稱頌，“語聞禁中”。世宗責問戶部及潘塤與巡按御史隱匿災情，潘塤推諉責任，歸罪范鏓，結果被彈劾撤職，范鏓從此聲名顯赫。歷任兩淮鹽運使、四川參政、湖廣按察使、浙江、河南左、右布政使。
嘉靖二十年（1541年），擢都察院右副都御史，巡撫寧夏。他講求方略，專心訓練步騎，迫使外敵遠徙，俘獲五百人。居數年，因病歸，又起為河南巡撫。不久，召為兵部右侍郎，轉左侍郎。尚書王以旂出督三邊，由范鏓代理兵部事。隨即奉詔總管邊境關隘，改善關城防務，多有舉措。
世宗甚愛范鏓之才。兵部尚書趙廷瑞被罷官後，即命范鏓代其職。范鏓以年老推辭。世宗怒，責其不恭，削去官籍。之後，帝召翁萬達，尚未就任即因丁憂作罷，以丁汝夔代替。次年，俺答汗軍逼京師，汝夔獲罪被處決。隆慶元年（1567年）復官。

## 家族
曾祖范孝文。祖父范傑。父范禎。前母王氏，母熊氏。严侍下。兄范鉞、范镇、范锦、范𨱑、范锐、范铎（義官）。弟范镐、范镰、范金、范鉉。
范鏓曾孫即范文程，明末投奔清太祖努爾哈赤，成為清朝立國功臣，官至大學士。玄孫范承謨，清順治九年進士，官至福建總督。

## 延伸阅读
[在维基数据编辑]
 《明史卷一百九十九》，出自《明史》

| 官衔          | 官衔                | 官衔          |
| ------------- | ------------------- | ------------- |
| 前任： 趙廷瑞 | 明朝兵部尚書 1549年 | 繼任： 翁萬達 |